# Liste der Biografien/Ar
Liste der Biografien |
Portal Biografien |
Personensuche
# |
A |
B |
C |
D |
E |
F |
G |
H |
I |
J |
K |
L |
M |
N |
O |
P |
Q |
R |
S |
T |
U |
V |
W |
X |
Y |
Z |
?
 
Aa |
Ab |
Ac |
Ad |
Ae |
Af |
Ag |
Ah |
Ai |
Aj |
Ak |
Al |
Am |
An |
Ao |
Ap |
Aq |
Ar |
As |
At |
Au |
Av |
Aw |
Ax |
Ay |
Az
 
Ara |
Arb |
Arc |
Ard |
Are |
Arf |
Arg |
Arh |
Ari |
Arj |
Ark |
Arl |
Arm |
Arn |
Aro |
Arp |
Arq |
Arr |
Ars |
Art |
Aru |
Arv |
Arw |
Arx |
Ary |
Arz
Die Liste der Biografien führt alle Personen auf, die in der deutschsprachigen Wikipedia einen Artikel haben. Dieses ist eine Teilliste mit 8 Einträgen von Personen, deren Namen mit den Buchstaben „Ar“ beginnt.

## Ar
- Ar Rasyid, Muhd Noor Firdaus (* 1996), bruneiischer Sprinter
- Ar Rayès, Rebekka (1832–1914), Nonne und Heilige der katholischen Kirche
- Ar, Amnon David (* 1973), israelischer Maler
- ar-Radschihi, Sulaiman bin Abd al-Aziz (* 1928), saudi-arabischer Unternehmer und Bankier
- ar-Rānīrī, Nūr ad-Dīn († 1658), islamischer Religionsgelehrter
- ar-Raschid († 1138), 30. Kalif der Abbasiden
- ar-Rischawi, Sadschida (1965–2015), irakische Terroristin
- ar-Rubai'i, Muhammad Nadschib (1904–1965), irakischer StaatspräsidentMuhammad Nadschib ar-Rubai'i (1904–1965)

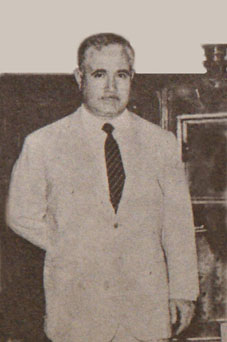
Muhammad Nadschib ar-Rubai'i (1904–1965)